# FT8

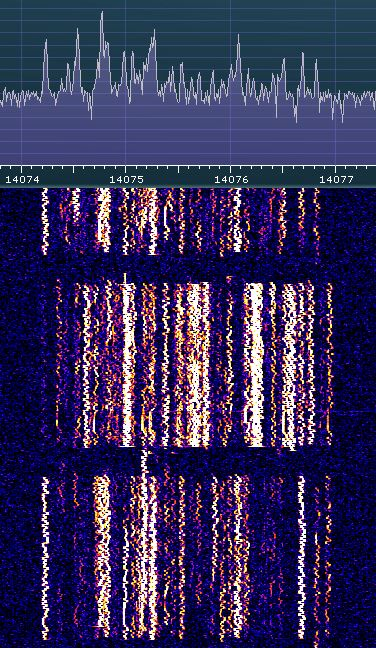
Блоки FT8 на 20-метровому діапазоні.

FT8 або Franke & Taylor 8 — цифровий режим частотної маніпуляції, який було випущено 29 червня 2017 року творцями Джо Тейлором, K1JT і Стівом Франке, K9AN разом із програмним пакетом WSJT.
FT8 — це популярна форма цифрового зв’язку зі слабким сигналом, яка використовується переважно радіоаматорами для зв’язку на аматорських радіодіапазонах, причому більшість трафіку відбувається на аматорських КХ-діапазонах. Наразі це найпопулярніший цифровий режим у мережах спостереження, таких як PSK Reporter.
Даний режим надає операторам можливість спілкуватися в несприятливих умовах, таких як низька кількість сонячних плям, високий радіочастотний шум або під час роботи з низьким енергоспоживанням (QRP). Завдяки прогресу в технології обробки сигналів, FT8 здатний декодувати сигнали з відношенням сигнал/шум до -20 дБ, що значно нижче, ніж передачі CW або SSB.
Режим працює, надсилаючи сигнали 15-секундними блоками з 12,64 секундами передачі та 2,36 секундами декодування, що створює режим ефективної передачі п'ять слів на хвилину. Режим вимагає, щоб кожен комп’ютер синхронізувався один з одним у часі, причому більшість користувачів використовують або NTP, або GPS, щоб гарантувати, що передачі потрапляють у належне вікно. 
Це дозволяє FT8 підтримувати до 13 символів використовуючи пряму корекцію помилок для забезпечення належної передачі та декодування. Оскільки режим досить обмежений у кількості слів, він надсилає лише інформацію, достатню для забезпечення зв’язку з кожною станцією.

## Застосування
Існує багато способів використання FT8, включаючи змагання, тестування антен та наукові дослідження. 